# Амадок I
Амадок I (старогрчки: Άμάδοκος, Amadokos) или Медок (Μήδοκος, Medokos) је био краљ у Одришана и пријатељ Алкибијадов. Први пут га срећемо за време битке код Егоспотама (вођене 405. п. н. е.).
Он и Сеут II били су најмоћнији господари Тракије, кад ју је посетио Ксенофонт (400. п. н. е.). Међутим, њих двојица су били често у супротности, али их је напослетку (390. п. н. е.) измирио Трасибул, атински командант, успевши да их придобије за савезнике Атине.